# 121ª Sessione CIO
La 121ª Sessione CIO si è tenuta dal 1º al 9 ottobre 2009 a Copenaghen, in Danimarca.
Durante questo convegno internazionale, ospitato al Bella Center della capitale danese, si tenne anche il XIII Congresso Olimpico e si decise l'assegnazione dei Giochi della XXXI Olimpiade a Rio de Janeiro, in Brasile.

## La sessione
La città di Copenaghen è stata scelta l'8 febbraio 2006 durante la 118ª sessione del CIO tenutasi a Torino, in Italia. Gli altri candidati erano Atene (Grecia), Pusan (Corea del Sud), Il Cairo (Egitto), Riga (Lettonia), Singapore (Singapore) e Taipei (Taiwan). Convocato su iniziativa del Presidente del CIO Jacques Rogge, ha riunito circa 1200 partecipanti, tra rappresentanti dei comitati olimpici nazionali, dei comitati organizzativi delle Olimpiadi future, delle federazioni sportive riconosciute dal massimo organo sportivo e i 107 membri del Comitato Olimpico Internazionale (oltre ai 24 membri onorari), oltre ad alcuni rappresentanti dei partner olimpici del CIO, dei media e dei vari sport, come atleti, tecnici e giudici;
| Città          | Nazione               | 1º giro | 2º giro | 3º giro |
| Rio de Janeiro | Brasile               | 26      | 46      | 66      |
| Madrid         | Spagna                | 28      | 29      | 32      |
| Tokyo          | Giappone              | 22      | 20      | -       |
| Chicago        | Stati Uniti d'America | 18      | -       | -       |

La cerimonia di apertura si tenne al Teatro dell'Opera di Copenaghen il 1º ottobre, giorno in cui cominciò la sessione del CIO con la discussione relativa alla selezione della città organizzatrice dei Giochi della XXXI Olimpiade. Alla presentazione delle candidature erano presenti il Presidente degli Stati Uniti d'America, il primo ministro giapponese, il Presidente del Brasile Lula e la Famiglia reale spagnola. Le votazioni si tennero il giorno successivo, vedendo la vittoria di Rio de Janeiro dopo tre turni di votazione.
Dal 3 al 5 ottobre si tenne il XIII Congresso Olimpico, il cui tema era "Il ruolo del Movimento Olimpico nella società", occupandosi poi di vari aspetti tra cui gli atleti, i Giochi olimpici, la struttura del Movimento Olimpico, il rapporto tra Olimpismo e gioventù e la rivoluzione digitale.
La seconda parte della Sessione del CIO si tenne tra il 7 e il 9 ottobre 2009. In questi giorni si tenne l'elezione del presidente del Comitato Olimpico Internazionale, che vide la conferma di Jacques Rogge per altri 4 anni, l'elezione di alcuni membri del CIO e della scelta di un massimo di due sport da aggiungere al programma olimpico; i sette sport che hanno fatto richiesta di inserimento nel programma dei Giochi erano baseball, softball, golf, karate, pattinaggio, rugby e squash. Le discipline che entrarono a far parte del programma olimpico di Rio de Janeiro 2016 furono rugby, approvato con 81 voti a favore e 8 contro, e golf, con il risultato di 63 a 26. Nessuno dei due sport è alla prima presenza alle Olimpiadi: il rugby ha fatto parte delle discipline olimpiche l'ultima volta con i Giochi della VIII Olimpiade, mentre il golf fu presente solo alle Olimpiadi del 1904.